# Речной вокзал (Саратов)
Речной вокзал Саратова — комплекс зданий и сооружений для обслуживания пассажиров речного транспорта в Саратове. Расположен на правом берегу Волгоградского водохранилища. Находится на набережной Космонавтов на территории Волжского района города Саратова.

## История

Памятник «Вечная память погибшим морякам и речникам всех поколений»

В XIX веке Саратову для развития необходим был водный транспорт, так как железные дороги и гужевой транспорт не могли обеспечить всех потребностей города как торгово-промышленного центра. Река Волга являлась транспортной артерией, разделяющей Саратовскую губернию на две части и дававшей возможность перевозки грузов как вверх, так и вниз до Каспийского моря.
Берегового пассажирского вокзала до 1930-х годов в Саратове не было. Пассажиры ожидали пароходы на плавучих дебаркадерах-пристанях или на берегу.
Саратовская пристань занималась грузопереработкой, обслуживанием транзитных и местных перевозок. Пристань состояла из городского участка в составе трёх грузовых причалов и деревянного пассажирского вокзала, построенного в 1932—1933 годах.
В 1967 году деревянный вокзал был разрушен, а на его месте построен новый комплекс сооружений берегового вокзала в Саратове, включавший причальную стенку длиною 550 метров с 8-ю причалами, пригородный павильон и гостиницу на 184 места. В 1980-е годы пассажирские суда Саратовского порта, среди которых были 17 скоростных судов, обслуживали 60 населённых пунктов.
С 1991 года в связи с кризисными явлениями в экономической жизни России сокращаются объёмы перевозки. Практически весь местный скоростной флот, выполнявший перевозки по городам области, был продан. Из более чем 10 маршрутов и 20 судов класса СПК («Метеоры», «Ракеты» и «Комета») ни осталось ни одного. Прогулочный флот в городе сохранился — на этих маршрутах работают суда типа «Москва», «ОМ», «МО» и «Волга».
В 1994 году комплекс зданий, включавший речной вокзал, ресторан и гостиницу, и участок на набережной площадью 35,8 тыс. кв м. были приватизированы, перейдя в собственность ОАО «Саратовское речное транспортное предприятие» (СРТП). Впоследствии часть помещений вокзала выкупил глава ЗАО «Пассажирское речное управление» (ПРУ) Александр Тимошок; до 2007 года ПРУ входило в активы «СРТП». «ПРУ» владело земельным участком под речным вокзалом, само здание поделили между собой несколько собственников. Банкротство компаний, владеющих зданиями, в 2016 году привело к продаже в 2019 году помещений бывшего речного вокзала на Набережной Космонавтов.
9 мая 2025 года возле Речного вокзала был открыт памятник Вечная память погибшим морякам и речникам всех поколений.
С мая 2025 года возобновились внутренние сообщения на новых судах на подводных крыльях «Валдай», первому из которых, курсирующему до Балаково, было присвоено имя «Саратов — Юрий Гагарин». К 2026 году число таких судов планируется увеличить до пяти
На теплоходах Саратовского речного порта можно совершить речной круиз по маршрутам от Саратова до Волгограда и от Саратова до Астрахани. Крупные теплоходы также используются для проведения деловых мероприятий — конференций и семинаров.

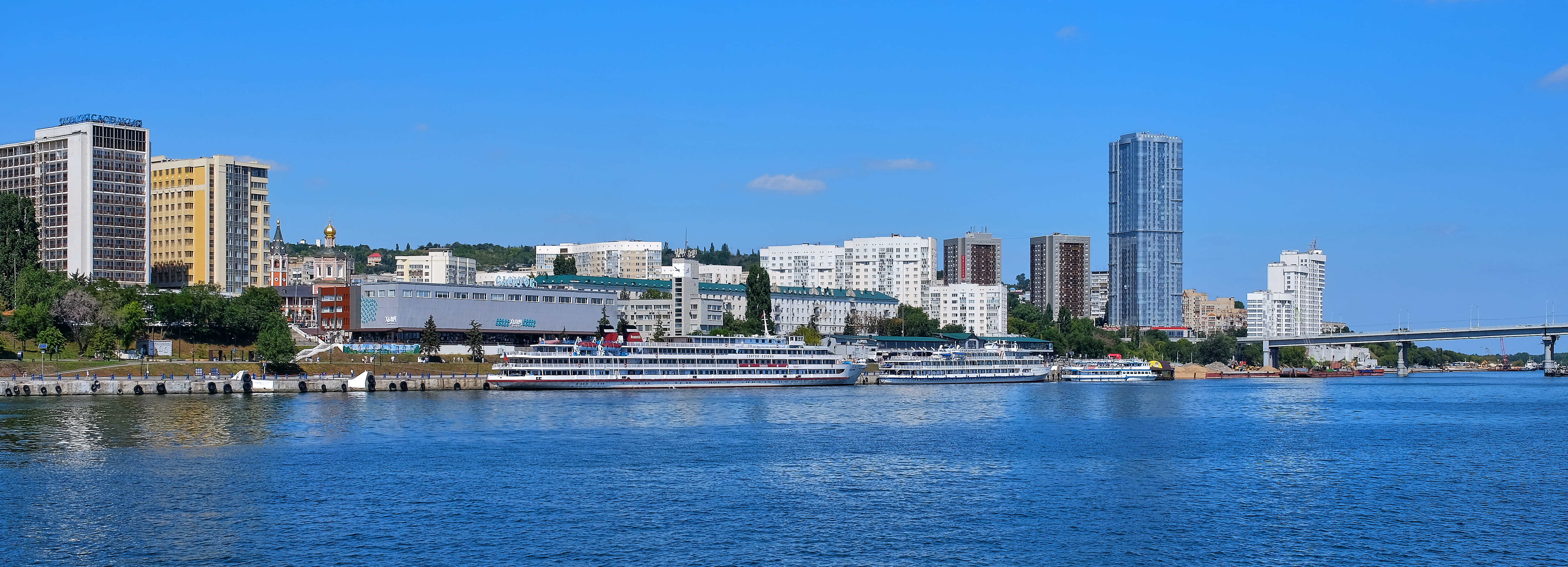
Вид из акватории Волги
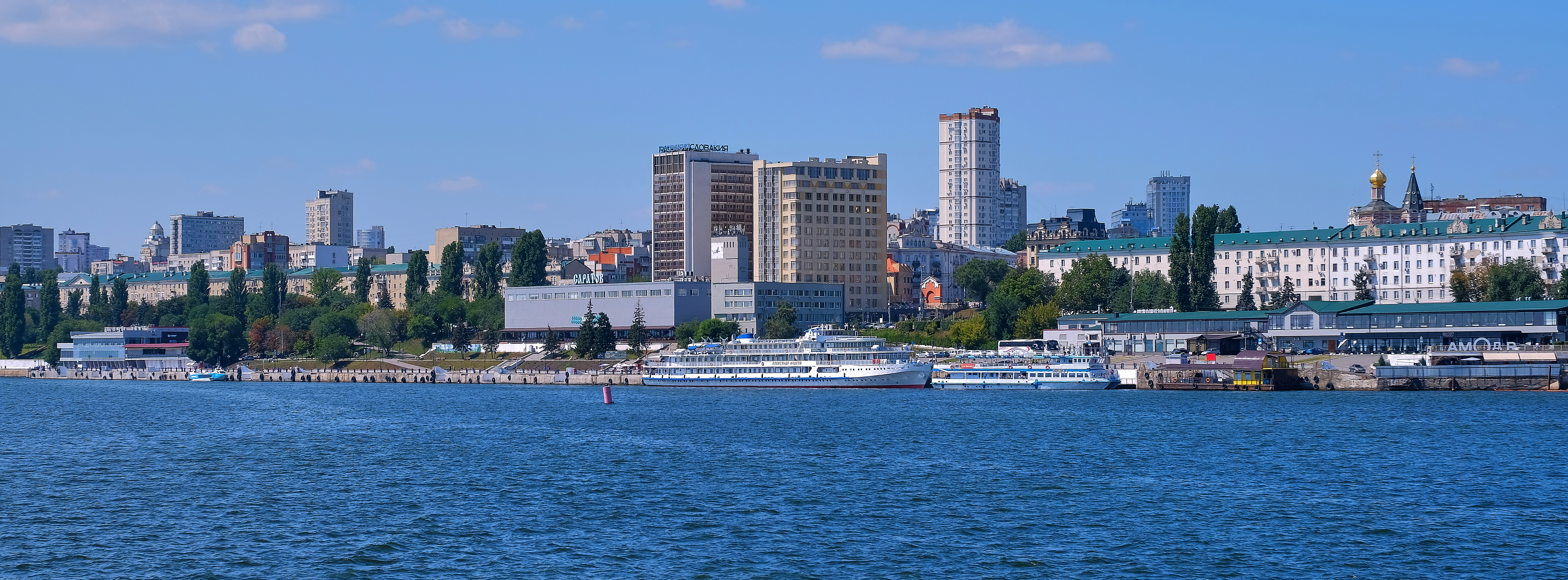
Вид из акватории Волги
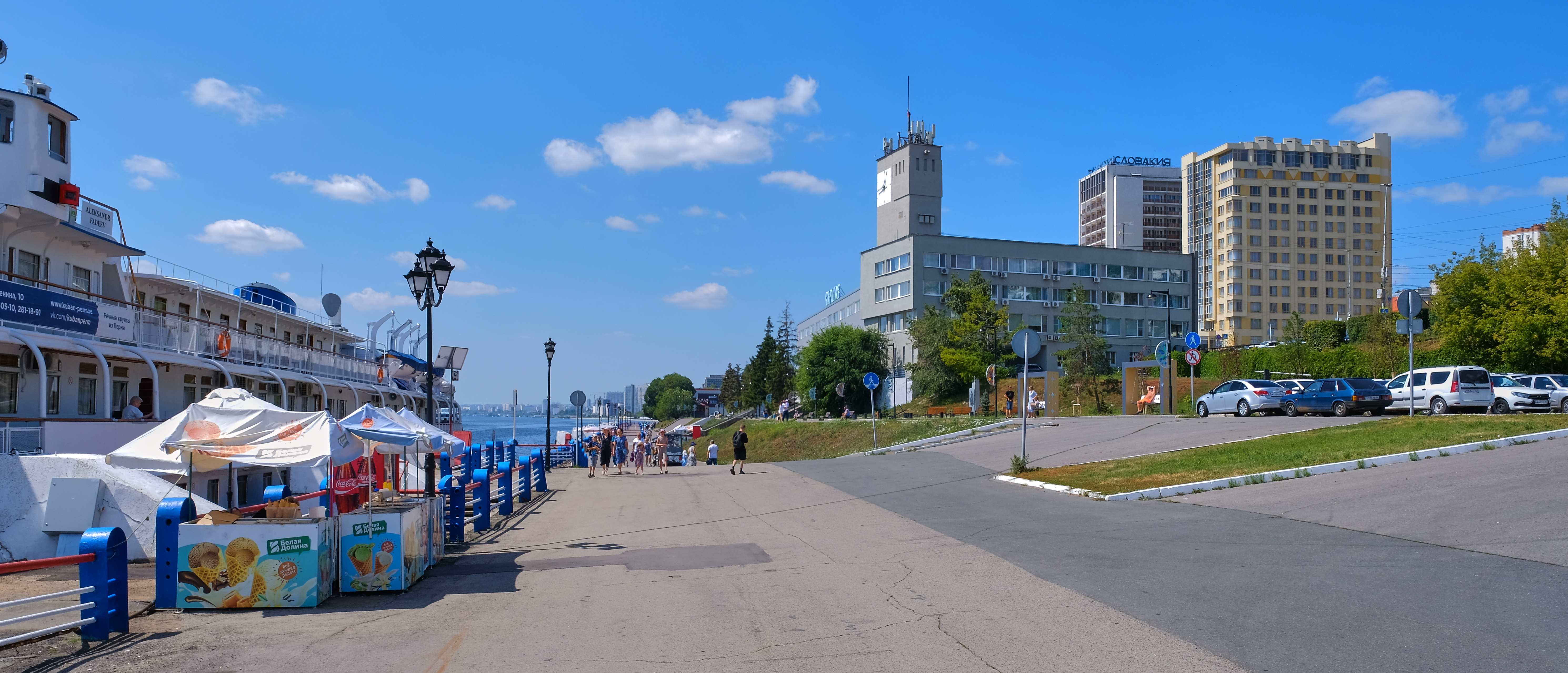
Вид с набережной
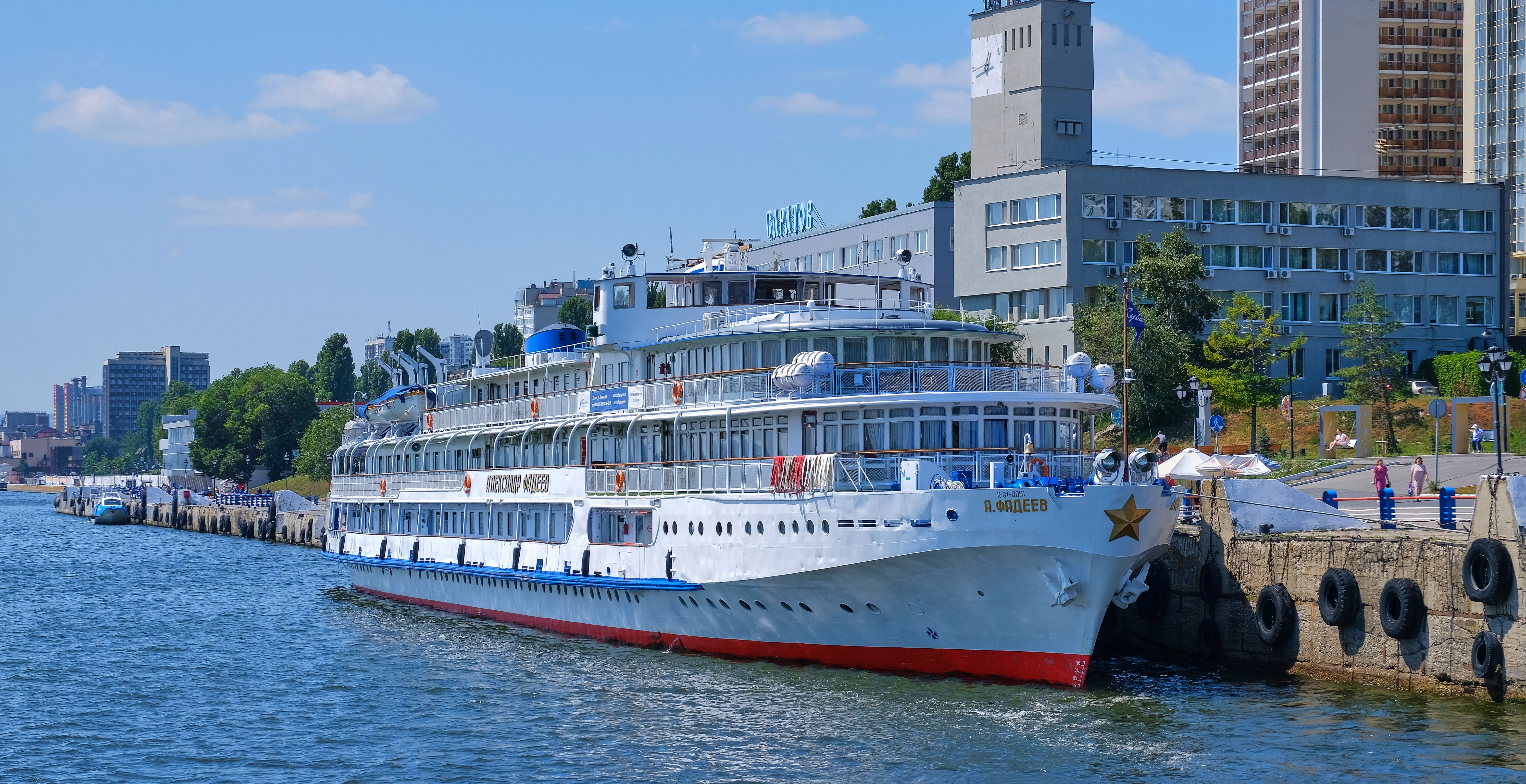
Круизное судно «Александр Фадеев» у причала
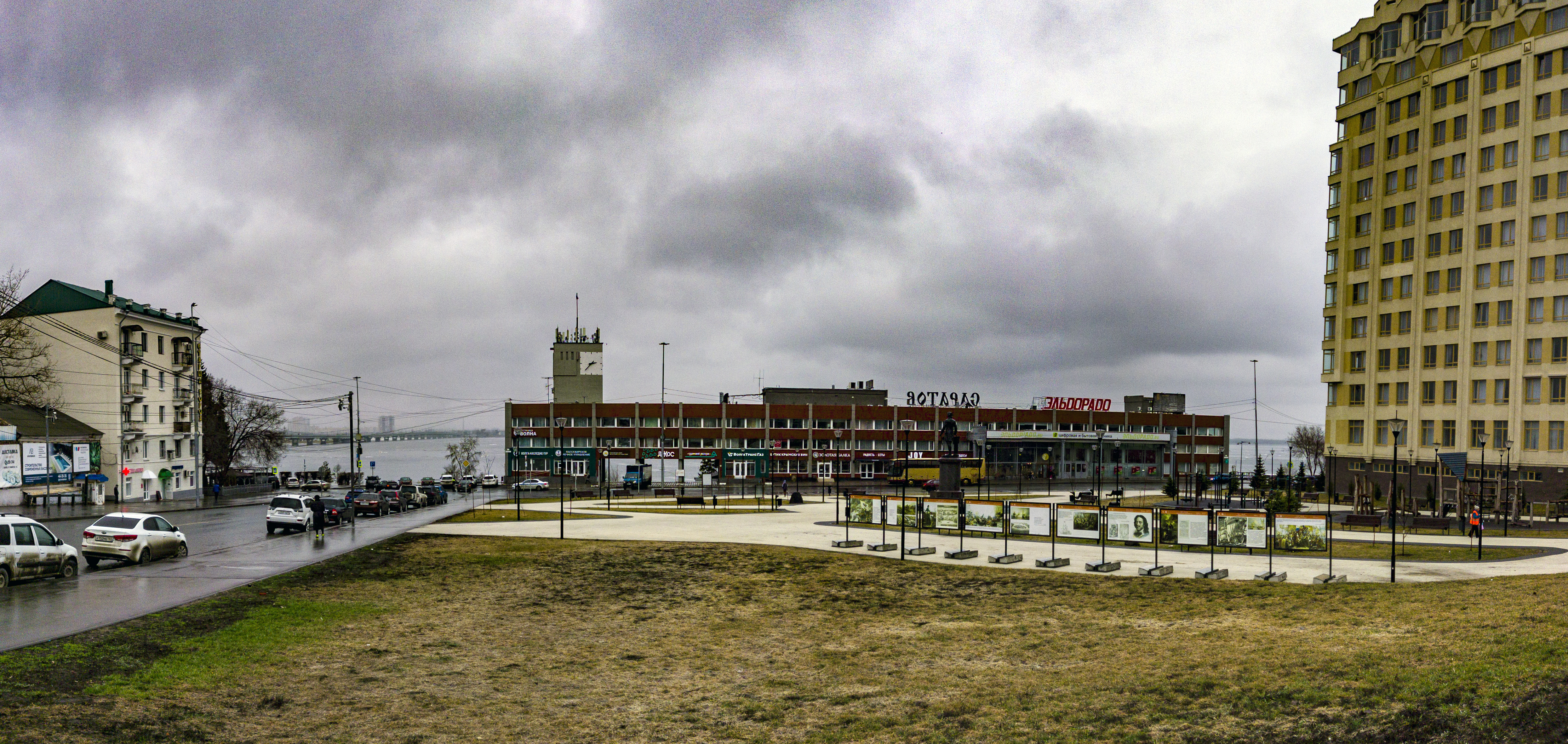
Вид со стороны площади Петра Великого